# Airboard

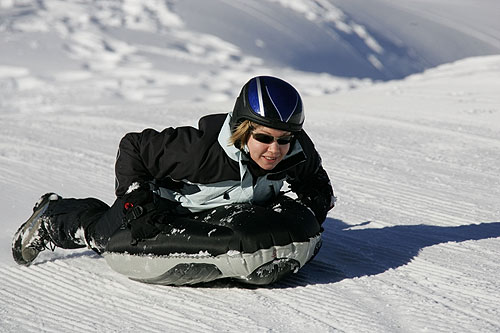
un airboard

Un airboard est une sorte de luge gonflable sur laquelle on s'allonge pour descendre des pentes enneigées, la tête la première,. L'airboard est inventé par le Suisse Joe Steiner, au début des années 2000,.